# Кулогорська-8
Кулогорська-8 (рос. Кулогорская-8,3) — печера в Архангельській області, на Біломорсько-Кулойському плато європейської півночі Росії. Карстова печера горизонтального типу простягання. Загальна протяжність — 220 м. Глибина печери становить 5 м. Категорія складності проходження ходів печери — 1.